# Oligoaeschna pramoti
Oligoaeschna pramoti är en trollsländeart som beskrevs av Yeh 2000. Oligoaeschna pramoti ingår i släktet Oligoaeschna och familjen mosaiktrollsländor. IUCN kategoriserar arten globalt som otillräckligt studerad. Inga underarter finns listade i Catalogue of Life.